# Malikszah I
Malikszah I (ur. 1055, zm. 1092) – sułtan Wielkich Seldżuków od roku 1072 aż do śmierci.
Był synem Alp Arslana (1063 - 1072). W trakcie swego panowania dbał o rozwój nauki i sztuki, finansował również wiele budowli służących celom publicznym. Wprowadził również tzw. kalendarz dżelalediński, dokładniejszy od używanego w tym czasie w Europie kalendarza juliańskiego. Składał się on z dwunastu 30-dniowych miesięcy i okresowo dodawanych 5-6 dni przestępnych.
Jego śmierć spowodowała rozpad sułtanatu na kilka niezależnych, wrogo do siebie nastawionych państw.